# Carex radiata
Carex rayonnant
Espèce
Carex radiata, en français Carex rayonnant, est une espèce de plantes du genre Carex et de la famille des Cyperaceae, indigène en Amérique du Nord.

## Taxonomie
La plante a été décrite pour la première fois par Göran Wahlenberg sous le nom de Carex stellulata var. radiata (basionyme) en tant que variété de Carex stellulata, puis a été renommée en 1903 par John Kunkel Small sous le nom de Carex radiata en tant qu'espèce à part entière. Aucune sous-espèce n'est répertoriée.
Carex radiata a pour synonymes :
- Carex rosea var. minor Boott
- Carex rosea var. radiata (Wahlenb.) Dewey
- Carex radiata var. staminea Beck ex Howe
- Carex sylvicola J.M.Webber & P.W.Ball
- Carex echinata var. radiata (Wahlenb.) Britton, Sterns & Poggenb.
- Carex stellulata var. radiata Wahlenb.